# Henry Purcell
Henry Purcell (RP [ˈhen.ri ˈpɜː.sel]; Westminster, 10 settembre 1659 – Westminster, 21 novembre 1695) è stato un compositore inglese del periodo barocco.

## Biografia
Fra i grandi compositori della musica barocca, di Henry Purcell si hanno scarse notizie biografiche. La sua stessa opera è sprofondata nell'oscurità per lungo tempo e solo nel XX secolo è stata riscoperta contribuendo a donare nuovo interesse per la scuola compositiva britannica.

### Anni giovanili

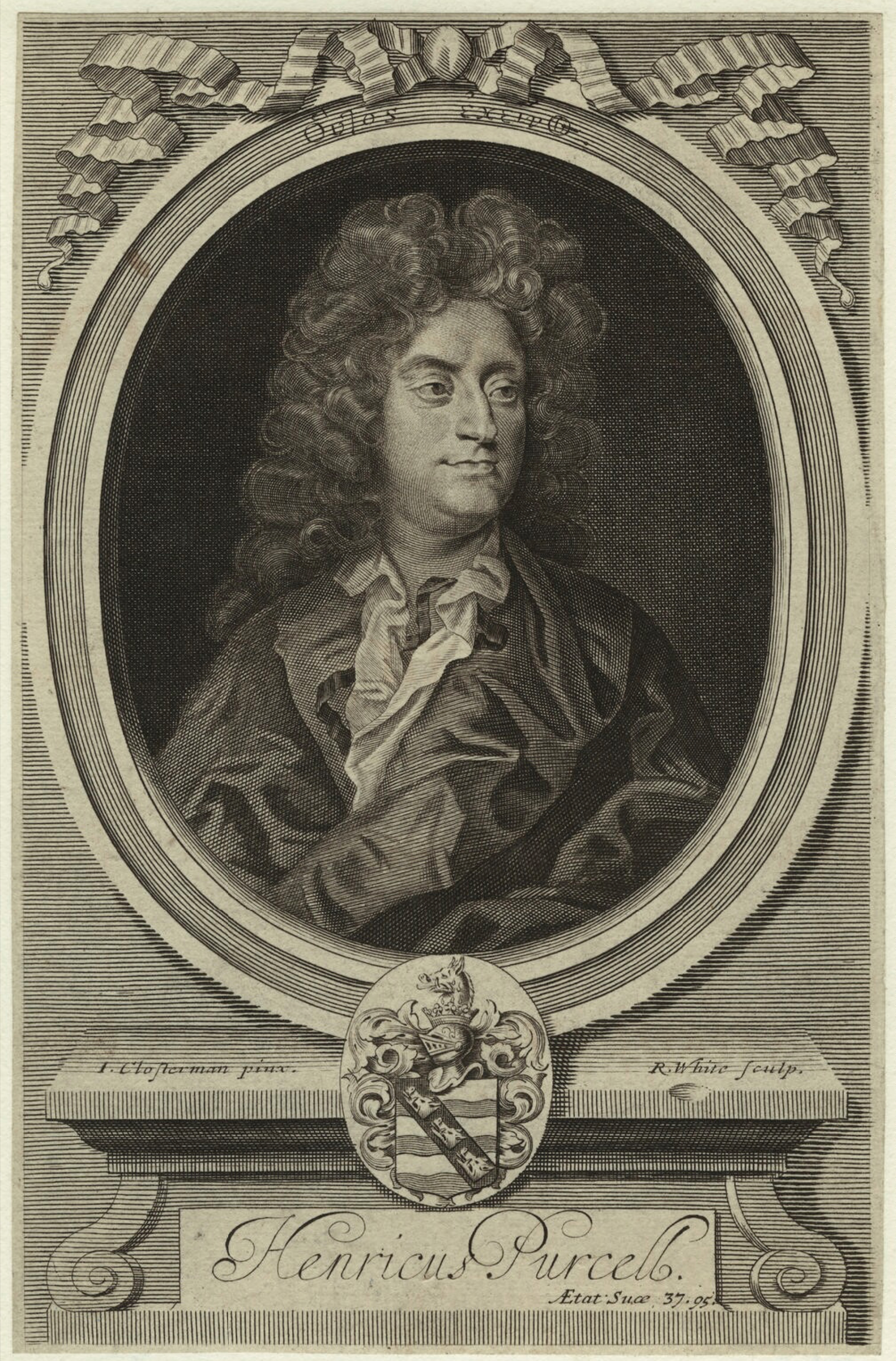
Ritratto di Purcell in una incisione di Robert White.

Henry Purcell nacque il 10 settembre del 1659. Suo padre, Henry Purcell il Vecchio, era un Gentiluomo della Cappella Reale e cantò all'incoronazione di re Carlo II d'Inghilterra. Fu maestro del coro dell'abbazia di Westminster per tre anni, ricoprendo anche vari incarichi nell'Orchestra Reale e condividendo il ruolo di “liuto e voce” con Angelo Notari. Alla morte di quest'ultimo, avvenuta probabilmente nel 1663, Purcell il Vecchio si fece carico anche delle mansioni lasciate inadempiute dal collega, morendo però anch'egli l'anno successivo, nel 1664. Secondo alcune fonti biografiche dell'epoca, il giovane Henry doveva avere circa 6 anni alla morte del padre, cosa che farebbe perciò risalire la sua nascita al 1658 anziché al 1659. La questione sembra al giorno d'oggi ancora lungi dall'essere risolta.
Dopo la morte del padre nel 1664, anno della nascita di suo fratello Daniel, anch'egli in seguito compositore, il giovane Henry venne seguito da suo zio Thomas Purcell (1682†), il quale gli dimostrò sempre grande affetto e gentilezza. Anch'egli Gentiluomo della Cappella Reale, succedette ad Henry Lawes come liutista di corte, ottenendo anche altri incarichi di rilevanza, probabilmente in virtù del favore e dell'influenza che deteneva presso la Corona. Grazie al prestigio dello zio, il giovane Henry divenne così corista nella Cappella Reale sotto la guida del Capitano Cooke, un valente musicista che ottenne il rango militare combattendo per la causa dei Realisti durante la Guerra Civile. Secondo quanto attestano i diari di Samuel Pepys, Cooke aveva uno straordinario assortimento di fanciulli sotto di sé che istruì con grande rigore e dedizione. Quando qualcuno di loro si accingeva per la prima volta a scrivere qualche composizione, egli lo incoraggiava vivamente. Proprio in questo ambiente così fecondo il giovane Henry Purcell passò la sua infanzia, sviluppando abilità sorprendenti.

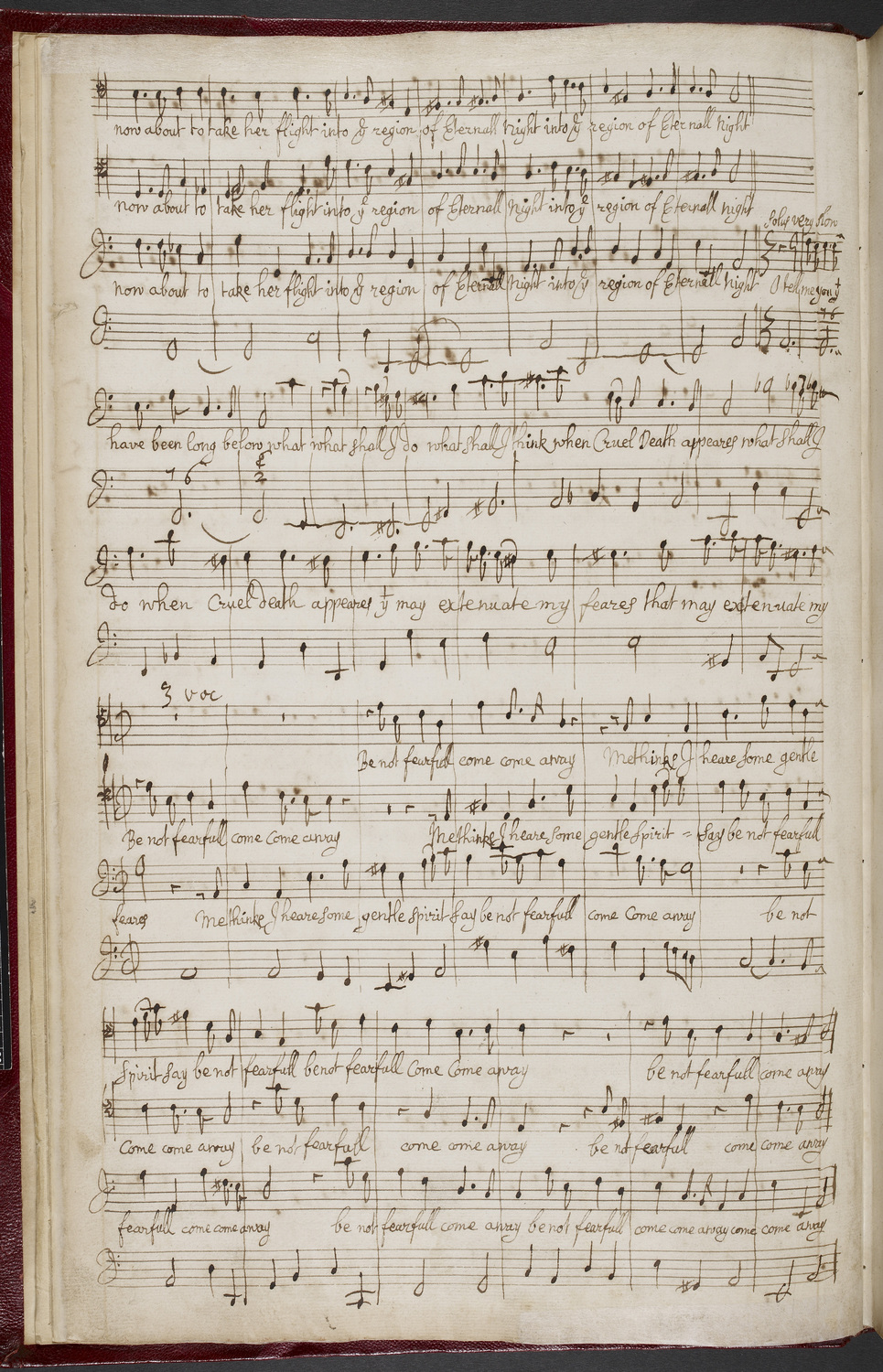
Manoscritto di Purcell

Leggende narrano che Purcell componesse musica già dall'età di 9 anni, ma la prima opera che poté essere attribuita a lui fu un'ode per il compleanno del re, risalente al 1670. Cooke morì nel 1672 e Pelham Humphreys venne nominato nuovo maestro di cappella. Esperto musicista, Humphreys aveva lavorato sotto la guida di Jean-Baptiste Lully. Non è noto se egli abbia avuto anche altri maestri a Parigi o in Italia, ma probabilmente apprese molta della tecnica di Palestrina, Carissimi, Monteverdi e Corelli, assai in voga in quel periodo. Pur non avendo né la ricca immaginazione, né la genialità compositiva di Purcell, egli ebbe comunque il merito di aver introdotto nuovi stili compositivi e un nuovo metodo d'insegnamento, aprendo vie ancora sconosciute alla scuola barocca britannica. Fu una sfortuna per l'Inghilterra che egli morisse così prematuramente. Humphreys aveva indubbiamente talento, e si era dimostrato meno artificioso rispetto a John Blow, che gli succedette nel 1674. Questi in seguito si vantò di essere stato il maestro di Purcell e, siccome il giovane Henry fu certamente il suo pupillo, non ci sono ragioni di dubitarne. Henry Purcell aveva circa sedici anni quando Humphreys morì: ormai era troppo cresciuto per essere un semplice corista. Sui registri dell'Orchestra Reale, il 10 giugno 1673 è annotata «l'autorizzazione per ammettere Henry Purcell nelle funzioni di custode, fabbricante, riparatore, accomodatore ed accordatore di organi, virginali, flauti e tutti gli altri qualsivoglia strumenti a fiato di Sua Maestà, ed assistente di John Higston». Nel 1683, quando Purcell era ormai divenuto organista dell'Abbazia di Westminster, fu nominato «fabbricante e custode di organi al posto di Mr. Hingston, deceduto».
Si può immaginare che l'istruzione ricevuta dal Dr. Blow sia stata principalmente nel suonare l'organo, arte nella quale Blow era un maestro assai stimato. Nel contempo non devono essere dimenticate anche le parole dello stesso Purcell, che riteneva Blow «il più grande maestro di composizione al mondo». Purcell lodò molto l'abilità e la perizia tecnica di Blow, alle quali amava attenersi e fare costante riferimento. È verosimile che Blow possa aver insegnato a Purcell qualcosa dello stile più antico, quello di Lully e della scuola barocca italiana, certamente appreso da Humphreys. John Blow era nato nel 1648, ed era un anno più giovane di Humphreys e dieci più vecchio di Purcell. Nel 1669 era divenuto organista dell'Abbazia di Westminster. Egli, come Humphreys e, a dire il vero, come la maggior parte dei musicisti del periodo, aveva numerosi incarichi, ottenendone in seguito sempre di più alto profilo. Si dice che egli rassegnò la carica presso Westminster nel 1680 per favorire la carriera di Purcell. Se la rinuncia al posto di organista sia stata volontaria oppure no non è possibile saperlo con certezza, ma senza dubbio Purcell assunse il suo nuovo ufficio in quella data. Dopo la morte di Purcell nel 1695, Blow riprese nuovamente l'incarico e lo mantenne sino alla morte, avvenuta nel 1708.

### La maturità

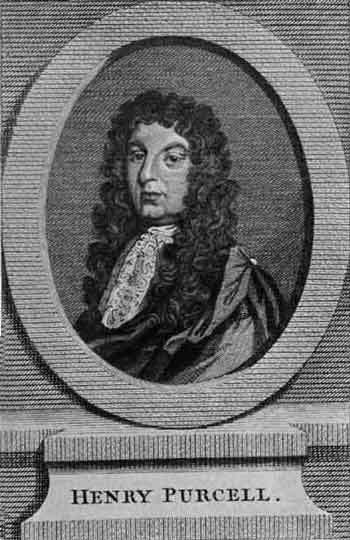
Acquaforte del XVII secolo raffigurante Purcell.

Purcell compose opere teatrali famose tra cui The Libertin. Nel 1679 compose un inno per la Chapel-Royal. Durante il periodo nel quale occupò la carica di organista presso l'Abbazia di Westminster si dedicò quasi esclusivamente alla scrittura di musica sacra, e per sei anni non si dedicò più al teatro. Nonostante ciò, probabilmente prima di diventare organista compose due importanti opere teatrali, quali la musica per Theodosius e per Virtuous Wife.
La composizione della sua opera Didone ed Enea, che rappresenta un'importante tappa nella storia della musica drammatica inglese, è attribuita a questo periodo. Questo capolavoro è considerato il primo autentico d'Inghilterra. Poco dopo il matrimonio con Frances nel 1682, Purcell venne promosso ad organista della Cappella Reale, una posizione che poté tenere simultaneamente a quella che ricopriva presso l'abbazia. Negli anni seguenti si occupò della produzione di musica sacra, odi per il re e la famiglia reale, ed altre simili composizioni. Purcell riprese il suo lavoro in ambito teatrale nel 1687, fornendo la musica per Tyrannic Love, di Dryden. Tre anni dopo compose la musica di scena per The Tempest di Shakespeare, ripresa da Dryden e nei mesi ed anni a venire ne scrisse molte altre per diverse opere teatrali.
Il Te Deum and Jubilate di Purcell fu scritto per il giorno di Santa Cecilia, nel 1693. Fu il primo Te Deum con accompagnamento d'orchestra. Questo capolavoro veniva suonato annualmente alla cattedrale di St. Paul, fino al 1712, quando fu alternato con quello di Händel.
Durante l'ultimo anno della sua vita (1695) scrisse la semi-opera La Tempesta, uno dei suoi più grandi capolavori.
Purcell morì nella propria casa nel Dean's Yard, a Westminster, il 21 novembre del 1695, all'apice della gloria. Sua moglie e tre dei sei figli gli sopravvissero. Ella morì nel 1706, dopo aver curato la pubblicazione di numerose sue opere, tra cui l'ormai famoso Orpheus britannicus.
La causa di morte di Purcell è tuttora incerta: esistono due teorie. Una di queste narra che sia morto di polmonite, essendo rimasto chiuso fuori casa in una sera particolarmente fredda e umida dopo essere rientrato tardi da un'opera. Secondo l'altra, più bizzarra, si afferma che sia stato avvelenato tramite cioccolata. Forse la più credibile è che sia morto di tubercolosi, una malattia assai diffusa all'epoca.
Dopo la morte, Purcell fu onorato da molti suoi contemporanei: Händel lo prese a modello in molti lavori musicali ed in uno scritto di R.J.S. Stevens risalente al 1775 si racconta che al tempo in cui Händel era già cieco, in una sera in cui stava assistendo ad una esecuzione del suo oratorio Jephta, il maestro dello stesso Stevens, William Savage seduto al fianco del vecchio compositore sassone si avvicinò dicendo: "Questo movimento mi ricorda la musica del nostro vecchio Purcell!", e Händel rispose: "Va' al diavolo! Se qui oggi ci fosse Purcell, avrebbe composto qualcosa di molto migliore!". In Gran Bretagna sono stati fondati numerosi circoli ed associazioni in sua memoria.
Thomas Tudway dirà di lui: "Il più grande genio che la storia abbia mai visto".

## Composizioni
Purcell si cimentò sia in opere teatrali nel nascente genere dell'opera lirica, che in composizioni strumentali. Nei suoi brani incorpora elementi stilistici italiani e francesi, e crea un particolare stile di musica barocca inglese.
Avendo un enorme talento ebbe l'onore di comporre musica per gli anniversari di compleanno, e infine per i funerali della Regina Maria II. La Music for the Funeral of Queen Mary è formata da una marcia, una canzone e un inno per coro e orchestra e fu eseguita in occasione appunto dei funerali della regina Maria nel 1695, ed in parte alla cerimonia funebre del compositore stesso.
Nella sua carriera ha inoltre composto 42 duetti ed oltre 100 canzoni, inni ed odi. Molti di questi furono scritti per la voce del Basso profondo, il quale è noto per il suo timbro cavernoso. Per lungo tempo fu a lui erroneamente attribuita la composizione del trumpet tune The Prince of Denmark's March scritto in realtà da Jeremiah Clarke, compositore suo contemporaneo e collaboratore di suo fratello minore Daniel.
Purcell è uno dei compositori barocchi che hanno avuto una diretta influenza sui compositori inglesi moderni, quali Benjamin Britten, Tavener, Nyman che si sono ispirati ai suoi capolavori.

## Opere liriche
- Dido and Æneas, libretto di Nahum Tate (1689)
- The Prophetess (The History of Dioclesian), libretto di Thomas Betterton (1690)
- King Arthur, libretto di John Dryden (1691)
- The Fairy Queen, tratta dal Sogno di una notte di mezza estate di William Shakespeare (1692)
- Timon of Athens, tratta da William Shakespeare (1694)
- The Indian Queen, libretto di John Dryden e Robert Howard (1695)
- The Tempest, tratta da William Shakespeare (1695)

## Musica strumentale
- 12 Sonate a tre, per violino, viola da gamba e cembalo (1683)
- 10 Sonate a quattro, per due violini, viola da gamba e cembalo (Pubblicate nel 1697)
- 13 Fantasie per viola da gamba (1680)
- 8 Suites per clavicembalo